# Best of the Best: Championship Karate
Best of the Best: Championship Karate (Super Kick Boxing, The Kick Boxing (ザ・キックボクシング, au Japon)) est un jeu de karaté édité par Loriciel sur Amiga, Amstrad CPC, DOS, Game Boy, Mega Drive, NES, PC Engine, et Super Nintendo,,. 
Une option "Kumité" permet de pratiquer des combats clandestins lorsque le joueur a atteint un niveau technique suffisant. 55 mouvements sont disponibles (le joueur doit en choisir 13).
Le jeu est similaire à Panza Kick Boxing, mais le nom d'André Panza n'apparaît pas, le nom des adversaires a été modifié, et les sessions d'entraînement ont été changées. Cette opération s'est effectuée à la faveur de l'arrêt de Loriciels et de la réouverture sous le nom de Loriciel